# شوكولاتة بالحليب
شيكولاتة بالحليب، هو مشروب حليب بنكهة الكاكاو، وهي محلاة وباردة عادة. يتم تحضيره عندما يتم خلط مسحوق الشيكولاتة أو قطع الشيكولاتة مع الحليب، سواء كان حليب بقر أو جاموس أو ماعز أو غير ذلك. يُمكن شراؤها جاهزة كمسحوق كاوكاو مُحلَّى بالسكر. ويمكن إضافة مكونات أخرى، مثل الملح والنشا والكاراجينان والفانيليا أو يمكن الاستعاضة عن ذلك بنكهات صناعية بديلة.
عندما يفسد المشروب، فأنه يُعطي رائحة تشبه رائحة القهوة، على عكس الحليب العادي، ويرجع ذلك إلى خصائص الكاراجينان. اخترع هذا المشروب هانز سلون في أواخر عام 1680.